# Albiano d'Ivrea
Albiano d'Ivrea é uma comuna italiana da região do Piemonte, província de Turim, com cerca de 1.696 habitantes. Estende-se por uma área de 11 km², tendo uma densidade populacional de 154 hab/km². Faz fronteira com Bollengo, Ivrea, Palazzo Canavese, Piverone, Azeglio, Caravino, Vestignè.

## Demografia
| Variação demográfica do município entre 1861 e 2011                               |
|                                                                                   |
| Fonte: Istituto Nazionale di Statistica (ISTAT) - Elaboração gráfica da Wikipedia |